# Puerta de Brandeburgo
La Puerta de Brandeburgo (en alemán: Brandenburger Tor; pronunciado /ˈbʁandn̩ˌbʊʁɡɐ ˈtoːɐ̯/ⓘ) es un monumento neoclásico del siglo xviii situado en Berlín, construido por orden del rey de Prusia, Federico Guillermo II, después de reprimir la revuelta popular holandesa y restaurar el poder orangista en los Países Bajos. Es uno de los monumentos más conocidos de Alemania, y fue construida en la ubicación de la antigua puerta de la ciudad en la que comenzaba la carretera que conducía de Berlín a la Ciudad de Brandeburgo (en alemán: Brandenburg an der Havel), que era la capital del Margraviato de Brandeburgo.
Está situada en la parte occidental del centro de Berlín, en Mitte, en la intersección de Unter den Linden y Ebertstraße, al oeste de la plaza de París. Una manzana al norte está el edificio del Reichstag, que alberga el Parlamento alemán (Bundestag). La puerta constituye la entrada monumental a Unter den Linden, un bulevar con tilos que conduce directamente al Palacio Real de los monarcas prusianos.
A lo largo de toda su historia, en la Puerta de Brandeburgo se han producido importantes eventos históricos y en la actualidad es considerada un símbolo no solo de la tumultuosa historia de Alemania y de Europa, sino también de la paz y de la integración europea.

## Historia

### Diseño y construcción

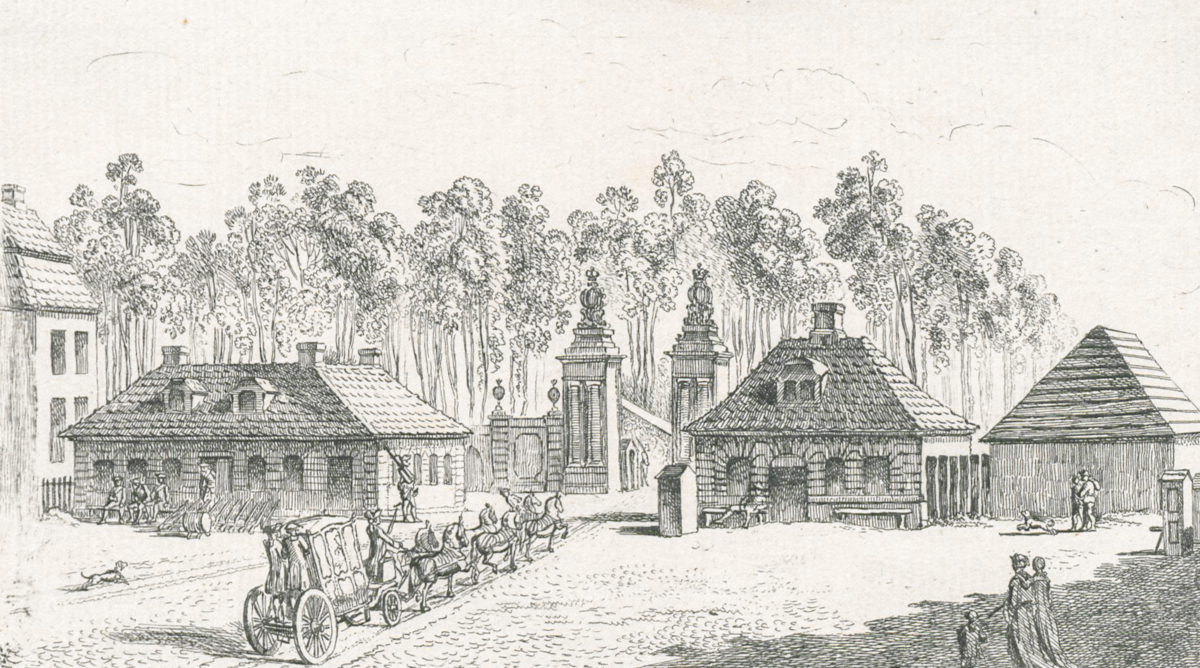
La Puerta de Brandeburgo original en un grabado de 1764, treinta años antes de su reconstrucción en estilo neoclásico.

En la época de Federico Guillermo I (1688), poco después de la guerra de los Treinta Años y un siglo antes de la construcción de la puerta, Berlín era una pequeña ciudad amurallada rodeada por una fortaleza estrellada con varias puertas, llamadas Spandauer Tor, St. Georgen Tor, Stralower Tor, Cöpenicker Tor, Neues Tor y Leipziger Tor. Una paz relativa, una política de tolerancia religiosa y su estatus como capital del Reino de Prusia facilitaron el crecimiento de la ciudad.

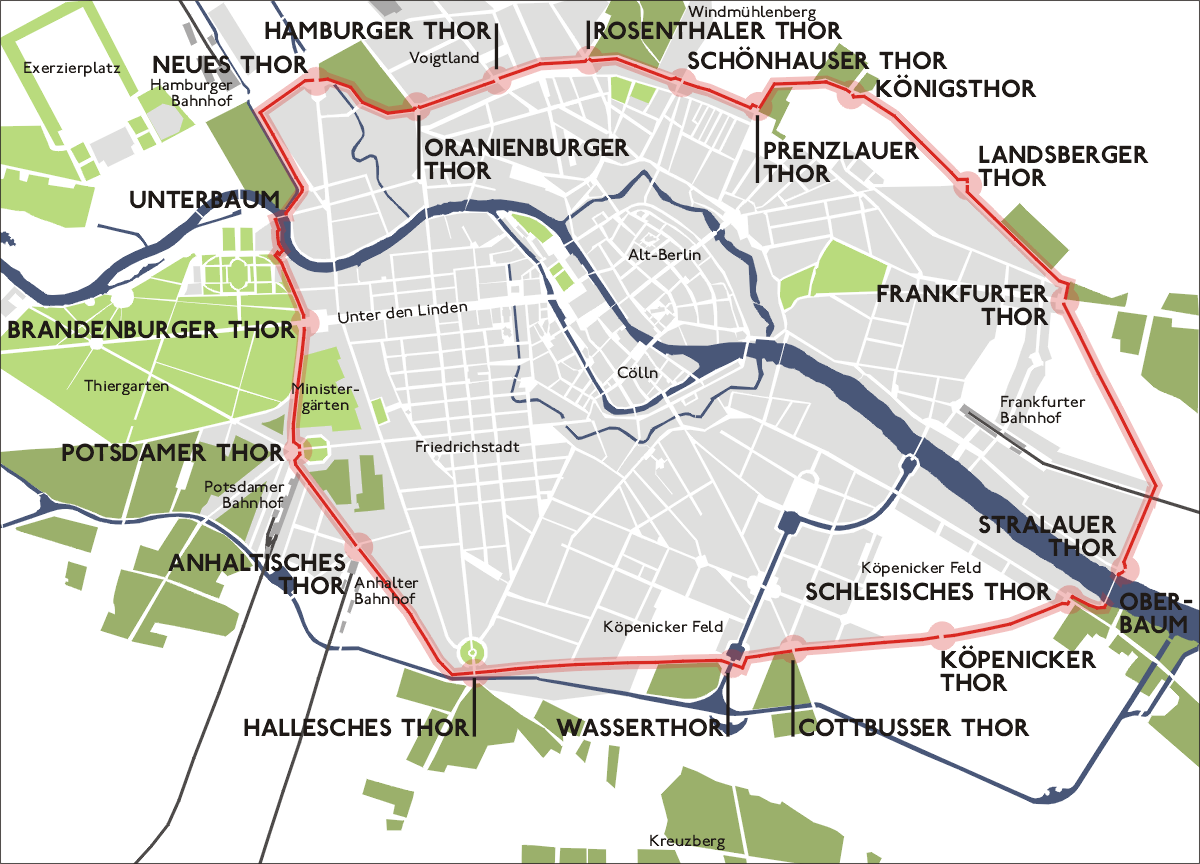
El Muro de la Aduana de Berlín con sus dieciocho puertas.

La Puerta de Brandeburgo no formaba parte de la antigua Fortaleza de Berlín, sino que era una de las dieciocho puertas del Muro de la Aduana de Berlín (en alemán: Zollmauer), construido en la década de 1730 rodeando la antigua ciudad fortificada y muchos de sus suburbios de entonces.
La construcción de la nueva puerta fue ordenada por Federico Guillermo II para que representara la paz, y originalmente recibió el nombre de Puerta de la Paz (en alemán: Friedenstor). Fue diseñada por Carl Gotthard Langhans, el Superintendente de Edificios de la Corte, y construida entre 1788 y 1791, sustituyendo a las simples casetas que flanqueaban la puerta original del Muro de la Aduana. La puerta consta de doce columnas dóricas, seis a cada lado, que forman cinco vanos. Originalmente, los ciudadanos solo podían usar los dos más exteriores a cada lado. Su diseño está basado en los Propileos, la puerta de entrada a la Acrópolis de Atenas, y es coherente con la historia del clasicismo en la arquitectura de Berlín. La puerta fue el primer elemento de la «nueva Atenas a orillas del río Spree» del arquitecto Langhans. En la cima de la puerta hay una escultura, realizada por Johann Gottfried Schadow, de una cuadriga —un carro tirado por cuatro caballos— dirigida por Victoria, la diosa romana de la victoria.

### SigloXIXy principios delsigloXX
La Puerta de Brandeburgo ha jugado diferentes papeles políticos a lo largo de la historia de Alemania. Tras la derrota de Prusia en 1806 en las batallas de Jena y de Auerstedt, Napoleón fue el primero que usó la puerta para realizar una entrada triunfal, y se llevó la cuadriga a París.

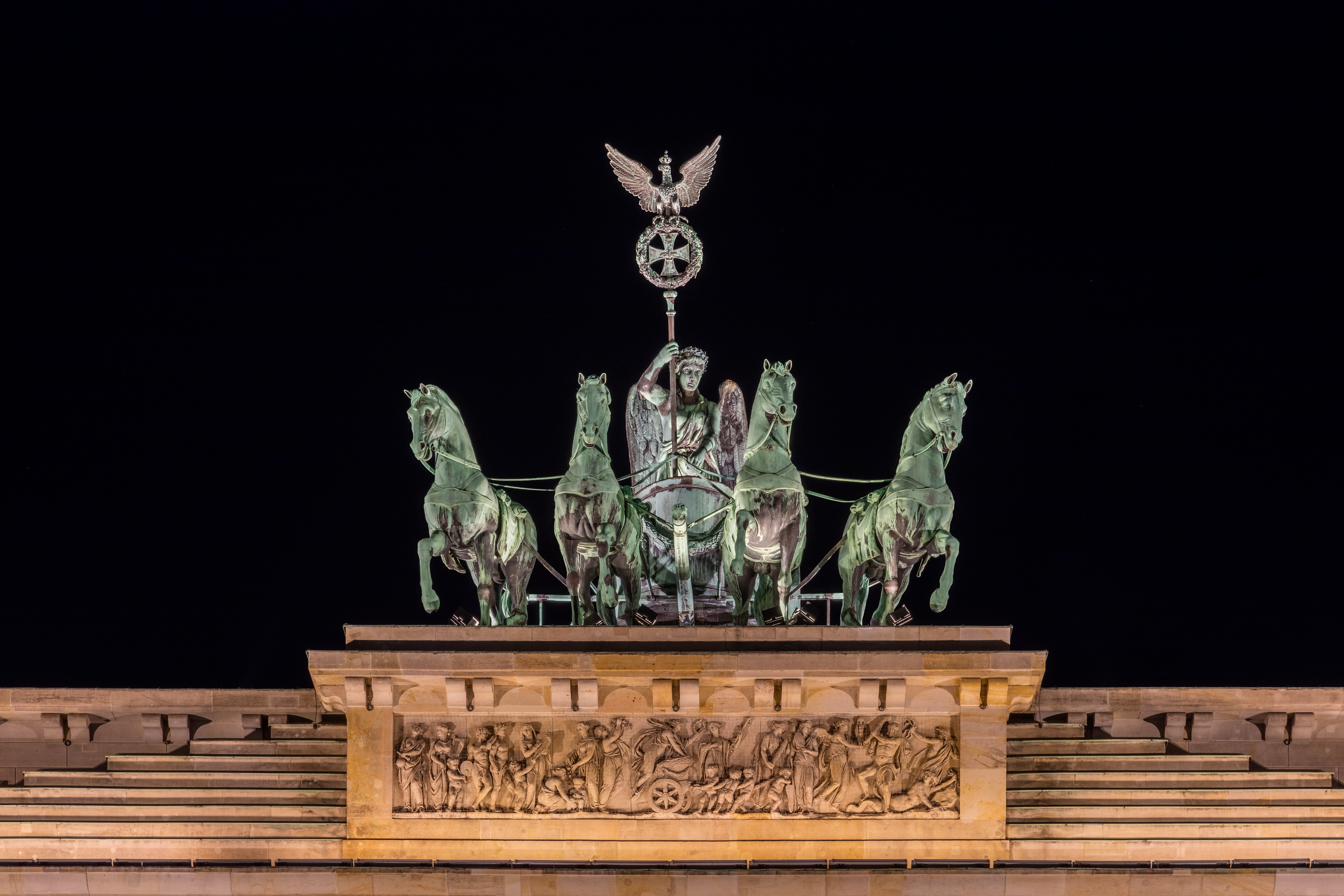
La cuadriga de la Puerta de Brandeburgo de noche.

Tras la derrota de Napoleón en 1814 y la ocupación prusiana de París por el general Ernst von Pfuel, la cuadriga fue devuelta a Berlín. En ese momento, la puerta fue rediseñada por Karl Friedrich Schinkel para que desempeñara un nuevo papel como arco de triunfo prusiano. La diosa, antes Irene, diosa griega de la paz, ahora definitivamente Victoria, fue equipada con el águila prusiana y la Cruz de Hierro en la lanza, además de una corona de hojas de roble.

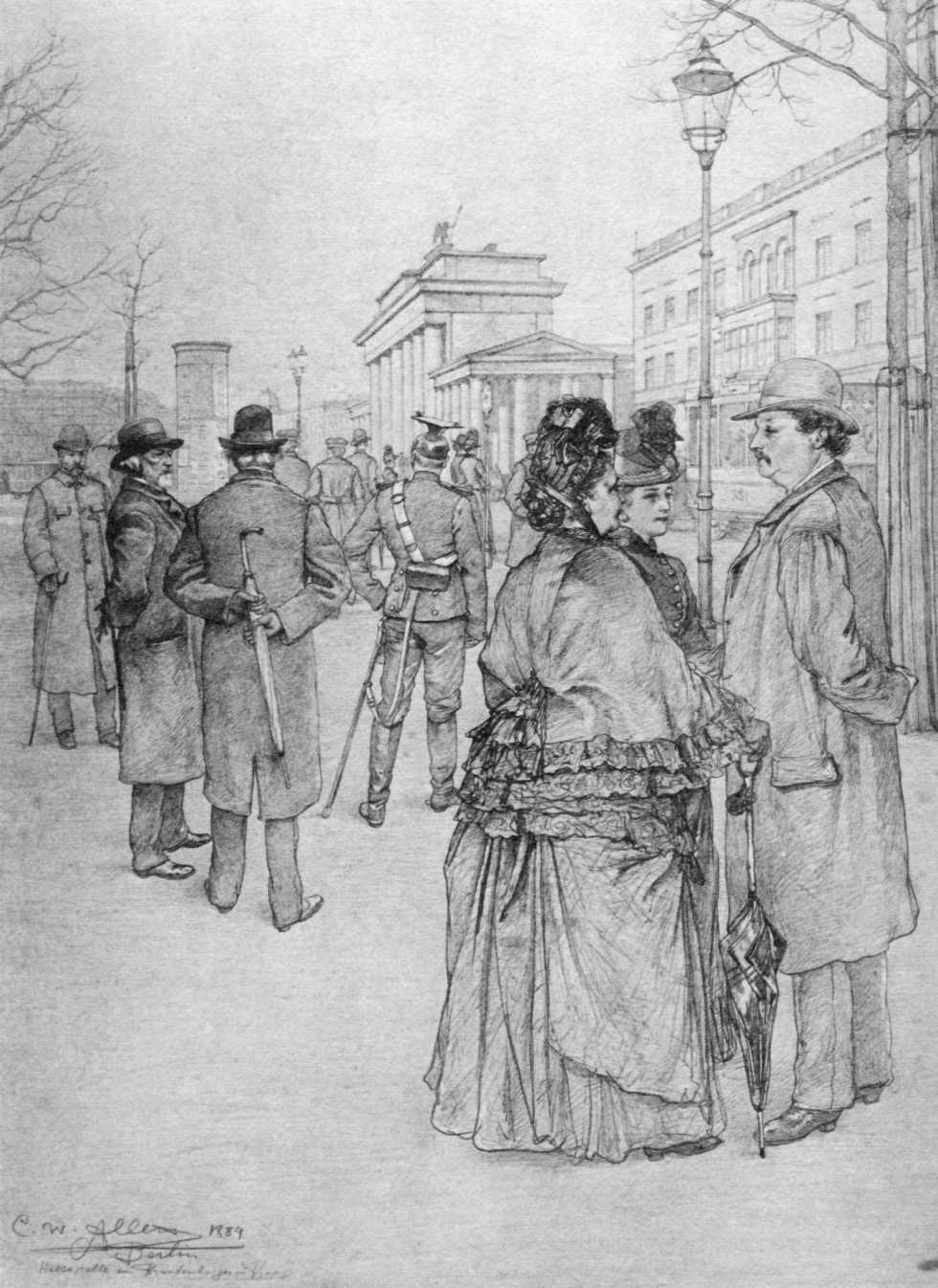
Los alrededores de la Puerta de Brandeburgo en 1889, por Christian Wilhelm Allers.

La cuadriga mira hacia el este, como hacía cuando fue instalada originalmente en 1793. Solo la familia real tenía permitido el paso a través del arco central, así como los miembros de la familia Pfuel desde 1814 hasta 1919. El káiser concedió este honor a la familia en agradecimiento a Ernst von Pfuel, quien había supervisado el retorno de la cuadriga a la puerta. Además, el arco central también era usado por los carruajes de los embajadores con ocasión de la presentación de sus cartas credenciales.

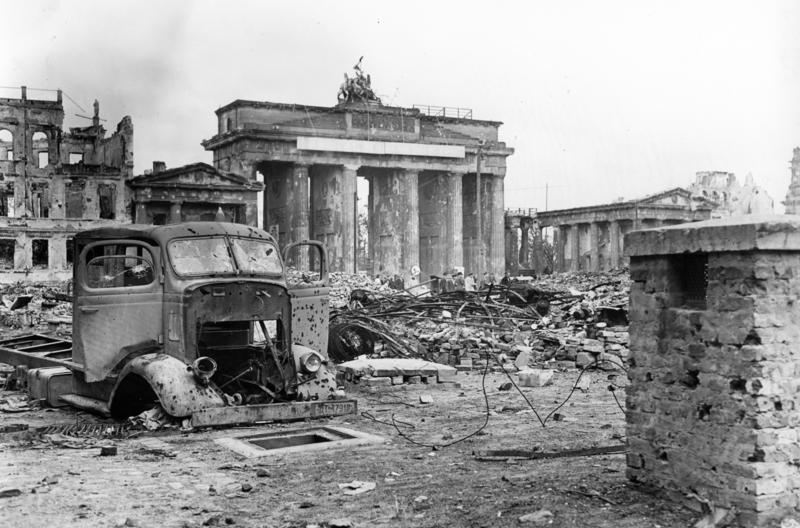
Vista de la plaza de París en junio de 1945.

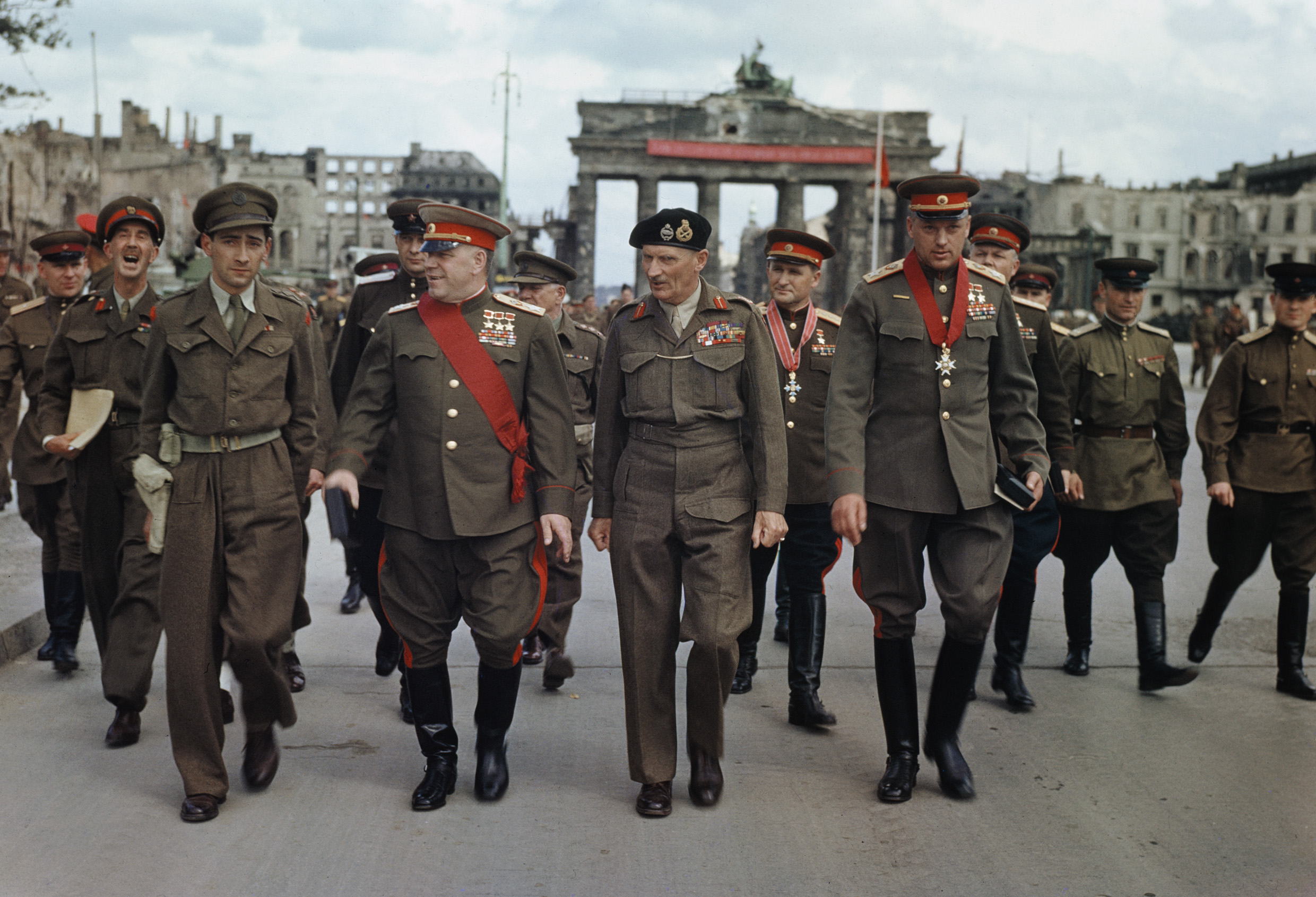
Bernard Montgomery y los mariscales soviéticos Gueorgui Zhúkov y Konstantín Rokossovski dejan la Puerta de Brandeburgo el 12 de julio de 1945, después de ser condecorados por Montgomery.

Cuando los nazis alcanzaron el poder, la usaron como un símbolo del partido. La puerta sobrevivió a la Segunda Guerra Mundial y era una de las pocas estructuras que seguían en pie entre las ruinas de la plaza de París en 1945, aunque estaba gravemente dañada, con agujeros en las columnas procedentes de las balas y explosiones cercanas. Sobrevivió la cabeza de un caballo de la cuadriga original, que actualmente se conserva en la colección del Museo Märkisches. Para disimular el distrito gubernamental de Berlín y confundir a los bombarderos aliados, se construyó una réplica de la Puerta de Brandeburgo lejos del centro de la ciudad.

### Guerra fría
Tras la rendición de Alemania y el final de la guerra, los gobiernos de Berlín Oriental y Berlín Occidental la restauraron en un esfuerzo conjunto. Los agujeros fueron parcheados, pero siguieron siendo visibles durante muchos años. La puerta estaba situada en la zona de ocupación soviética, junto a la frontera con la zona de ocupación británica, que posteriormente se convirtió en la frontera entre el Berlín Oriental y el Berlín Occidental.

La Puerta de Brandeburgo vista desde Unter den Linden en el Berlín Oriental en julio de 1981.

Los vehículos y peatones podían cruzar libremente la puerta hasta el día siguiente a aquel en el que empezó la construcción del Muro de Berlín, el domingo 13 de agosto de 1961. Ese día los berlineses occidentales se congregaron en el lado occidental de la puerta para protestar contra el muro. Entre ellos estaba el alcalde de Berlín Occidental, Willy Brandt, que había vuelto ese mismo día de una gira de campaña para las elecciones federales de Alemania Occidental. El muro pasaba junto al lado occidental de la puerta, que estuvo cerrada hasta el 22 de diciembre de 1989.

### Después de 1989

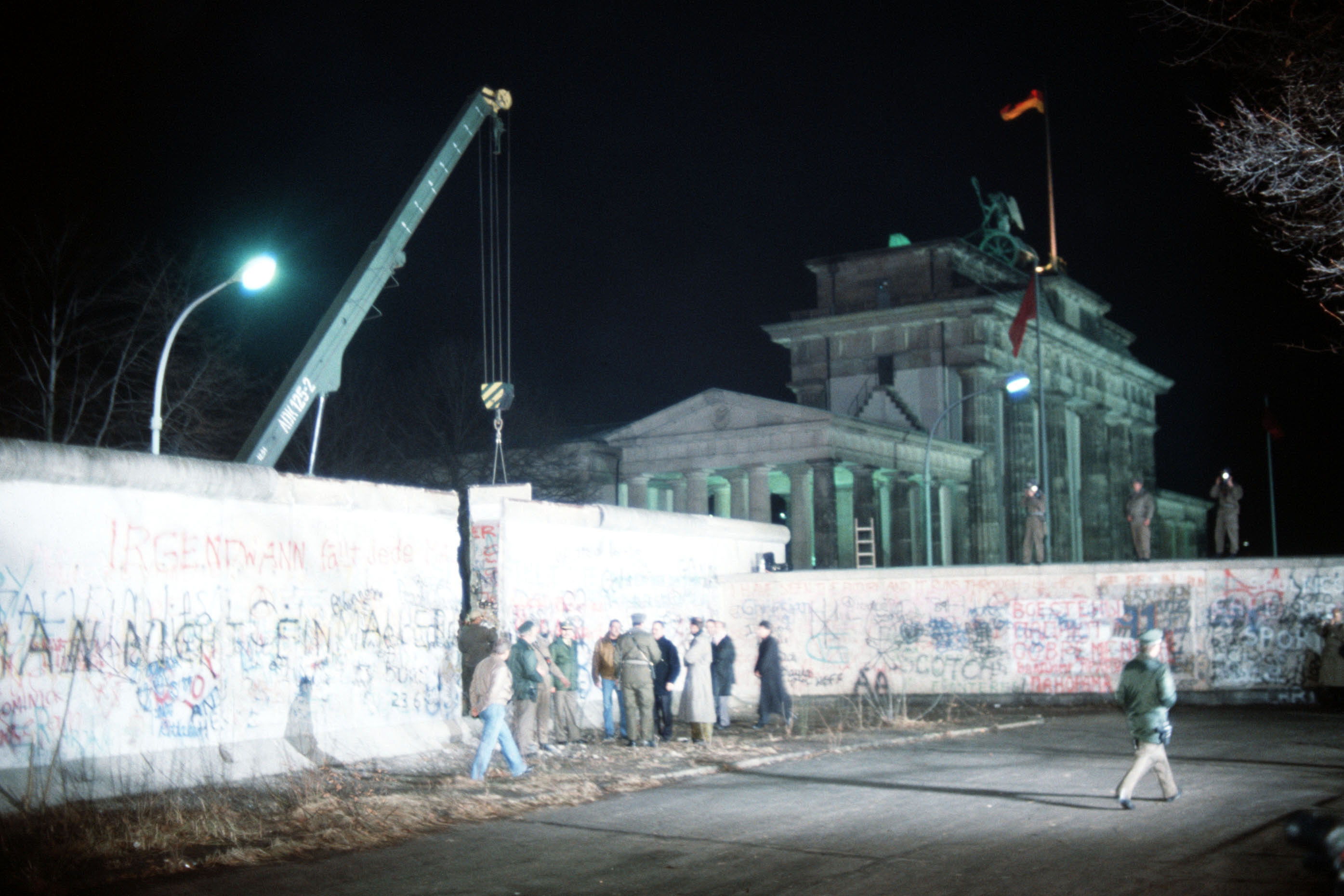
Una grúa elimina una sección del Muro de Berlín cerca de la Puerta de Brandeburgo el 21 de diciembre de 1989.

Cuando se produjeron las Revoluciones de 1989 y el muro fue derribado, la puerta pasó a simbolizar la libertad y el deseo de reunificación de la ciudad de Berlín. Miles de personas se congregaron junto al muro para celebrar su caída el 9 de noviembre de 1989. El 22 de diciembre de 1989, se reabrió el paso fronterizo de la Puerta de Brandeburgo cuando Helmut Kohl, el canciller de Alemania Occidental, cruzó la puerta caminando para ser saludado por Hans Modrow, el primer ministro de Alemania Oriental. La demolición del resto del muro en los alrededores de la puerta se realizó el año siguiente. Durante 1990, la cuadriga fue retirada de la puerta como parte de las obras de renovación llevadas a cabo por las autoridades de Alemania Oriental tras la caída del muro en noviembre de 1989. Alemania fue reunificada oficialmente en octubre de 1990.
La Puerta de Brandeburgo fue restaurada privadamente el 21 de diciembre de 2000, con un coste de seis millones de euros. Fue inaugurada una vez más el 3 de octubre de 2002, tras una minuciosa restauración, para conmemorar el 12.º aniversario de la reunificación alemana.
La Puerta de Brandeburgo fue el lugar principal de las celebraciones del 20.º aniversario de la caída del Muro de Berlín o el «Festival de la Libertad» en la tarde del 9 de noviembre de 2009. El punto álgido de las celebraciones fue cuando más de mil coloridas fichas de dominó de espuma, cada una de más de 2.5 metros de altura, fueron dispuestas en fila a lo largo del recorrido del antiguo muro por el centro de la ciudad. Este «muro» de dominó fue entonces derribado en fases que convergieron allí.
Actualmente la Puerta de Brandeburgo está de nuevo cerrada al tráfico rodado, y gran parte de la plaza de París se ha transformado en una zona peatonal adoquinada. La puerta, junto con la ancha Straße des 17. Juni que conduce al oeste, es también una de las grandes zonas públicas de Berlín, en la que se pueden reunir más de un millón de personas para ver espectáculos, festejar, ver eventos deportivos en pantallas gigantes, o ver fuegos artificiales en la medianoche de Nochevieja. Después de ganar la Copa Mundial de Fútbol de 2014, la selección de fútbol de Alemania celebró su victoria delante de la puerta. Asimismo, ha albergado eventos callejeros en el Campeonato Mundial de Atletismo de 2009, y repitió este papel en el Campeonato Europeo de Atletismo de 2018. También constituye la línea de meta habitual de la Maratón de Berlín.

## Historia política

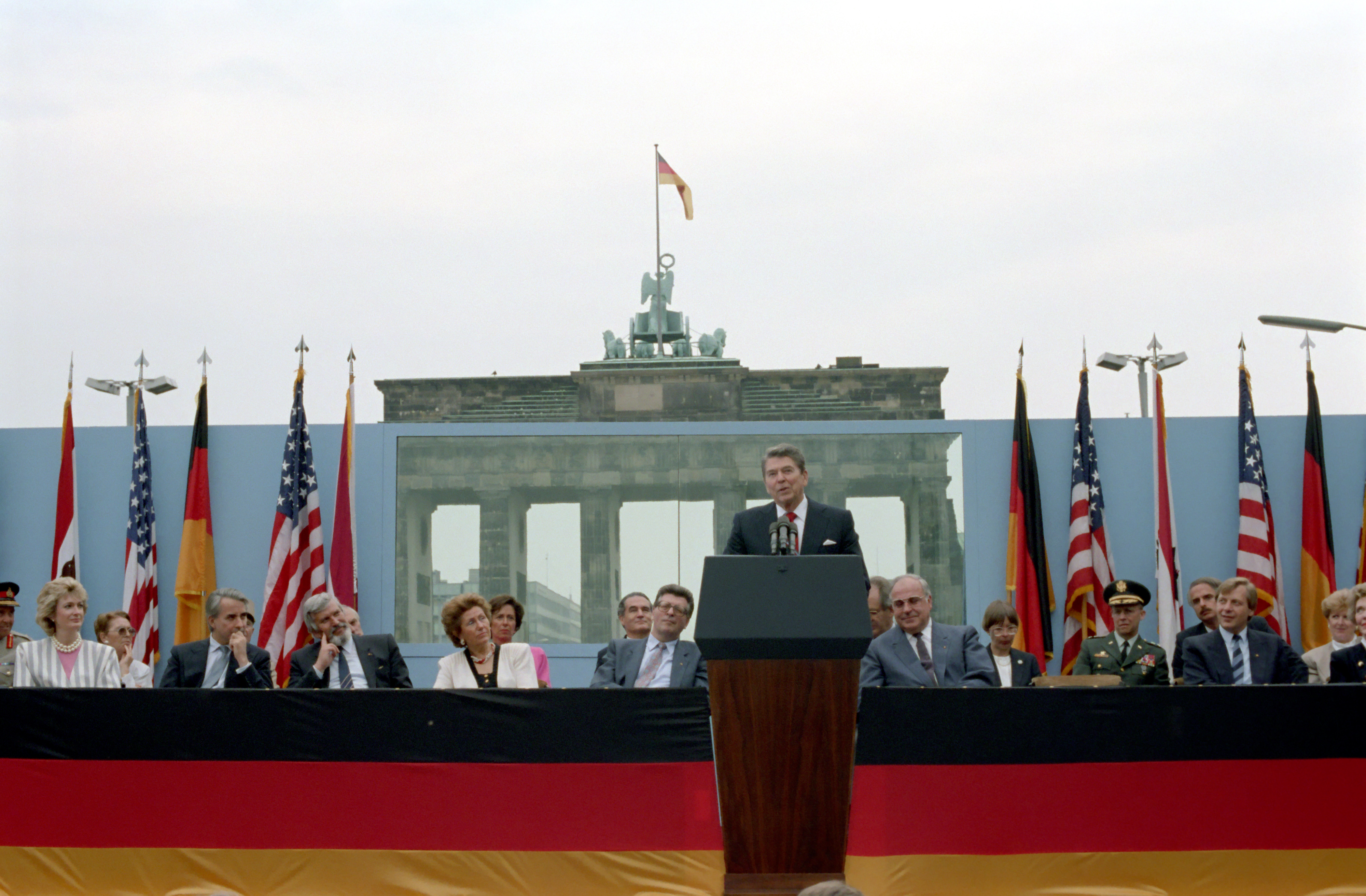
Ronald Reagan hablando en la sección de la Puerta de Brandeburgo del Muro de Berlín el 12 de junio de 1987, pidiendo a Mijaíl Gorbachov que «derribara este muro».

Desde 1945 hasta 1957 ondeó una bandera soviética de un mástil en lo alto de la puerta, hasta que fue sustituida por una bandera de Alemania Oriental. Desde la reunificación de Alemania en 1990, se han retirado la bandera y el mástil. Durante los disturbios de 1953 en Berlín Oriental, la bandera soviética fue arrancada por alemanes occidentales.
En 1963, el presidente de los Estados Unidos, John F. Kennedy, visitó la Puerta de Brandeburgo. Los soviéticos colgaron grandes pancartas rojas de ella para evitar que mirara hacia Berlín Oriental.
En la década de 1980, lamentando la existencia de dos Estados alemanes y dos Berlines, el alcalde de Berlín Occidental, Richard von Weizsäcker, dijo: «La cuestión alemana estará abierta mientras la Puerta de Brandeburgo esté cerrada».
El 12 de junio de 1987, el presidente de los Estados Unidos, Ronald Reagan, habló a la población de Berlín Occidental en la Puerta de Brandeburgo, pidiendo la demolición del Muro de Berlín. Dirigiéndose al secretario general del Partido Comunista de la Unión Soviética, Mijaíl Gorbachov, Reagan dijo:

Secretario general Gorbachov, si busca la paz, si busca prosperidad para la Unión Soviética y la Europa del Este, si busca la liberalización, ¡venga a esta puerta! Sr. Gorbachov, ¡abra esta puerta! Sr. Gorbachov, ¡derribe este muro!

El 25 de diciembre de 1989, menos de dos meses después de que el Muro de Berlín empezara a caer, el director Leonard Bernstein dirigió la Orquesta Filarmónica de Berlín en una interpretación de la Sinfonía n.º 9 de Beethoven en la entonces recién abierta Puerta de Brandeburgo. En el último movimiento coral de la sinfonía, el «Himno a la Alegría», la palabra Freude («alegría») fue sustituida por Freiheit («libertad») para celebrar la caída del muro y la inminente reunificación de Alemania.
El 2–3 de octubre de 1990, la Puerta de Brandeburgo fue el escenario de la ceremonia oficial para celebrar la reunificación de Alemania. Al filo de la medianoche del 3 de octubre, la bandera negra, roja y amarilla de Alemania Occidental —ahora la bandera de la Alemania reunificada— fue izada sobre la puerta.
El 12 de julio de 1994, el presidente de los Estados Unidos, Bill Clinton, habló en la Puerta de Brandeburgo sobre la paz en Europa después de la Guerra Fría, declarando formalmente que «¡Berlín es libre!»
El 9 de noviembre de 2009, la canciller Angela Merkel cruzó a pie la Puerta de Brandeburgo junto con el ruso Mijaíl Gorbachov y el polaco Lech Wałęsa como parte del 20.º aniversario de la caída del Muro de Berlín.
El 13 de agosto de 2011, Alemania conmemoró el 50.º aniversario del día en el que empezó a construirse el Muro de Berlín con una ceremonia y un minuto de silencio en memoria de los que murieron al intentar huir al Oeste. «Es nuestra responsabilidad compartida mantener vivo el recuerdo y pasarlo a las siguientes generaciones como un recordatorio para defender la libertad y la democracia y para asegurar que nunca se repita esta injusticia», dijo el alcalde de Berlín Klaus Wowereit. La canciller alemana Angela Merkel —que se había criado detrás del muro, en la parte oriental comunista de Alemania— también asistió a esta ceremonia. El entonces presidente de Alemania, Christian Wulff, añadió: «Se ha demostrado una vez más: la libertad es invencible al final. Ningún muro puede resistir permanentemente al deseo por la libertad».
El 19 de junio de 2013, el presidente de los Estados Unidos, Barack Obama, habló en la puerta sobre la reducción de las armas nucleares y las actividades estadounidenses de vigilancia de Internet recientemente reveladas.
En la noche del 5 de enero de 2015, las luces que iluminaban la puerta fueron apagadas completamente en protesta contra una manifestación convocada por el grupo antiislámico de extrema derecha Pegida.
En abril de 2017, Die Zeit escribió que la puerta no estaba iluminada con los colores de la bandera rusa tras el atentado del Metro de San Petersburgo de 2017. La puerta había sido iluminada previamente tras los atentados en Jerusalén y Orlando. La razón es que el Senado de Berlín solo permite que la puerta sea iluminada con motivo de eventos en ciudades asociadas y ciudades con una especial conexión con Berlín.
En febrero de 2022, durante la invasión rusa de Ucrania de 2022, la puerta fue iluminada con los colores de la bandera de Ucrania. También se realizó una vigilia con velas delante de la puerta en el 31.º Día de la Independencia de Ucrania.